# Yim Wing-chun
Yim Wing-chun o Yim Ving-tsun, en cantonés, es un personaje legendario chino. Fue la primera alumna de la monje budista Chan (Shaolin) Ng Mui, creadora del sistema puro que se basaba en grulla y serpiente de Shaolin, adaptado a posturas de descompresión y una guardia defensiva contra⁠ofensiva. Cuando Ng Mui le enseña a Wing-chun el sistema con el fin de que venza a su patán prometido, ella adopta el sistema para enseñárselo al pueblo, quien lo bautiza Wing-Chun (Ving Tsun en traducción al cantonés) en honor a la primera que lo enseñó al público.
Leung Bok-chau, marido de Yim Wing-chun, aprendió el sistema unos años después.
En nuestra era, fue el deportista marcial Ip Man quien realizó la transliteración del nombre chino al alfabeto occidental, escribiéndolo como Ving Tsun. Ip Man también creó la asociación de Ving Tsun en Hong Kong.
En la actualidad, el Ving Tsun es conocido también por los nombres Wing Tsun o Wing Chun, modificaciones hechas por algunos discípulos de Ip Man al fallecer este.